# Małgorzata Komarnicka
Małgorzata Komarnicka – polska esperantystka, interlingwistka i filozof, rotarianka, metodyk, tłumacz i wykładowca języka esperanto.

## Życiorys
Małgorzata Komarnicka studiowała interlingwistykę i filozofię. Jest działaczką polskiej społeczności esperanto, metodykiem i wykładowczynią języka esperanto, prezesuje Europejskiemu Centrum Edukacji Międzykulturowej.
Jest członkinią Towarzystwa Naukowego Organizacji i Kierownictwa, członkinią zarządu Międzynarodowej Akademii Nauk San Marino (Akademio Internacia de la Sciencoj San-Marino, AIS) i przewodniczącą Komisji Rewizyjnej Internacia Ligo de Esperantistaj Instruistoj – Pollando. Jest autorką artykułów w czasopismach w języku esperanto („Juna Amiko”, „Kresko” i „Pola Esperantisto”) oraz promotorem wielu wydarzeń kulturalnych, przede wszystkim Europejskiego Festiwalu Piosenki Esperanckiej i Międzynarodowego Sympozjum we Wrocławiu.
Jest redaktorem inicjującym słownika języka esperanto Słownik Minimum E. Malewicza. W latach 2009–2010 wzięła udział w wymianie kadry dla edukacji dorosłych Asystentury Grundtviga w Niemczech, którą zakończyła I nagrodą jako przykład „Dobrej Praktyki”. Inicjatorka imprez edukacyjnych „Jaki wspaniały jest ten świat” oraz prezentowanego od 2018 r. „…ziemię moja znam – … la teron mian mi konas” we współpracy z Dolnośląską Biblioteką Publiczną im. Tadeusza Mikulskiego we Wrocławiu.